# Pidlisne (obwód ługański)
Pidlisne (ukr. Підлісне) – osiedle na Ukrainie, w obwodzie ługańskim, w rejonie siewierodonieckim. W 2001 liczyło 491 mieszkańców.